# Gerald FitzGerald, 9. Earl of Kildare
Gerald FitzGerald, 9. Earl of Kildare (* 1487 in Maynooth, County Kildare; † 2. September 1534 im Tower of London), war irischer Peer und Lord Deputy von Irland.

## Leben
Gerald FitzGerald war der älteste Sohn des Gerald FitzGerald, 8. Earl of Kildare, Lord Deputy von Irland, aus dessen erster Ehe mit Hon. Alison Eustace, Tochter des Rowland FitzEustace, 1. Baron Portlester. In Abgrenzung zu seinem Vater wird er auch Gerald the Young (irisch Gearóid Óg) genannt.
Nachdem seine Mutter 1495 gestorben war, wurde Gilbert in England ausgebildet, wo er als Geisel für seinen Vater gehalten wurde. Nachdem dieser die königliche Gunst zurückerhalten hatte, konnte Gerald nach Irland zurückkehren. 1504 wurde er zum Lord Treasurer von Irland ernannt und hatte dieses Amt bis 1514 inne.
Beim Tod seines Vaters erbte er 1513 dessen Adelstitel als Earl of Kildare, sowie die dazugehörigen Ländereien, insbesondere im County Kildare. Von seinem Vater übernahm er auch das Amt des Lord Deputy von Irland. Seine politischen Gegner erwirkten, dass er erstmals 1518 als Lord Deputy abgesetzt wurde. Er konnte das Amt aber für die Zeiträume von 1524 bis 1529 und von 1532 bis 1534 jeweils zurückerlangen. Zu seinen Gegnern zählten insbesondere der englische Lordkanzler Kardinal Wolsey, der ihn 1526 zeitweise im Tower of London inhaftieren ließ, und die Familie Butler of Ormonde, die ihre Beziehungen zur neuen Königin Anne Boleyn nutzten, um Gerald Ende Juni 1534 erneut im Tower festzusetzen, wo er am 2. September 1534 starb.

## Ehen und Nachkommen
Im Jahr 1503 heiratete er Elizabeth Zouche (1493–1517), Tochter von Sir John Zouche, Lord of Codnor in Derbyshire. Mit ihr hatte er einen Sohn und vier Töchter:
- Thomas FitzGerald, 10. Earl of Kildare (1513–1537), ⚭ 1529 Frances Fortescue;
- Lady Catherine FitzGerald, ⚭ Jenico Preston, 3. Viscount Gormanston;
- Lady Alice FitzGerald († 1540), ⚭ 1528 James Fleming, 9. Baron Slane;
- Lady Mary FitzGerald, ⚭ Brian O’Conor Failghe, Chief of Offaly;
- Lady Elizabeth FitzGerald, ⚭ Fergananim O’Carroll, Chief of Ely O’Carroll.

In zweiter Ehe heiratete er 1519 Lady Elizabeth Grey (um 1500–um 1540), Tochter des Thomas Grey, 1. Marquess of Dorset. Mit ihr hatte er zwei Söhne und drei Töchter:
- Gerald FitzGerald, 11. Earl of Kildare (1525–1585), ⚭ 1554 Mabel Browne, Schwester des Anthony Browne, 1. Viscount Montagu;
- Hon. Edward FitzGerald (* 1528), Lieutenant der Gentlemen Pensioners, ⚭ Agnes Leigh; Eltern des Gerald FitzGerald, 14. Earl of Kildare;
- Lady Margaret FitzGerald;
- Lady Elizabeth FitzGerald, „The Fair Geraldine“ (um 1528–1590), ⚭ (1) Sir Anthony Browne KG († 1548), Lord of Battle Abbey, (2) ⚭ Edward Clinton, 1. Earl of Lincoln;
- Lady Cicely FitzGerald, ⚭ Cahir Kavanagh († vor 1554), Lord of Borris and Ballyanne.